# 蒙古国家民间歌舞团
蒙古国家民间歌舞团设于蒙古国首都乌兰巴托，是蒙古国专业演出蒙古民间歌舞的团体。

## 简介
蒙古国家民间歌舞团成立于1950年，由合唱队、舞蹈队、民族乐队组成。截至2006年前后，该团有近200名演职人员，创作并演出了200多个舞蹈、600多首歌曲及乐曲。
截至2006年，该团曾出访过将近50个国家。1997年至1999年，连续三年赴中国参加中国艺术节、中国国际民间艺术节等活动，在北京、天津、成都、广州、长春、吉林、大连等地进行演出。
该团表演的传统歌舞节目包括长调、喉音演唱、民间舞蹈、民乐等等。